# Tshering Pem Wangchuck
Tshering Pem (Punakha, 22 dicembre 1957) è stata regina consorte del Bhutan dal 1979 al 2006, come seconda moglie del re Jigme Singye Wangchuck.

## Biografia

### Istruzione
Tshering Pem è nata a Punakha nel 1957, terzogenita dello Yab Dasho Ugyen Dorji (1925-2019) e di Yum Thuiji Zam (1932).
Studiò al convento di San Giuseppe a Kalimpong e alla St. Helen's School di Kurseong.

### Regina consorte
Nel 1979, assieme alle sue tre sorelle Dorji Wangmo, Tshering Yangdon e Sangay Choden, ha sposato in una cerimonia privata Jigme Singye Wangchuck, il quarto re del Bhutan; come le sorelle, acquisì il titolo di regina. Il 31 ottobre 1988 si tennero le nozze pubbliche nello dzong di Punakha.
Il 16 giugno del 1999 parlò al lancio del Fondo per lo Sviluppo della Gioventù del Bhutan (YDF) a Thimphu, di cui è presidente. Nell'ambito giovanile concentrò le proprie attività verso coloro che hanno disabilità fisiche, mentali o che sono dipendenti da sostanze chimiche.

### Regina madre
Dal 2006, anno dall'abdicazione del marito, è nota con il titolo di regina madre (Gyalyum Kude).
Lanciò la prima valutazione nazionale di base sull'uso delle droghe e delle sostanze controllate, uno studio condotto nel 2009 dall'UNODC assieme all'Agenzia per il Controllo dei Narcotici del Bhutan (BNCA).
Nel 2016 inaugurò il parco ecologico di Thimphu. Il 17 ottobre 2023 ha ricevuto il Champion of Rising Leaders Award dalla Teton Science School, in segno di riconoscimento verso il suo impegno per la tutela dell'ambiente.

## Discendenza
Tshering Pem e Jigme Singye Wangchuck ebbero due figli e un figlio:
- Principessa Chimi Yangzom (10 gennaio 1980);
- Principessa Kesang Choden (23 gennaio 1982);
- Principe Ugyen Jigme (11 novembre 1994).

## Cariche
- Copresidente della Bhutan Foundation;[2]
- Presidente del Fondo per lo Sviluppo della Gioventù del Bhutan (YDF).[2]

## Ascendenza
|                       |   |                                 | Genitori                        |  |  | Nonni |  |  | Bisnonni         |  |  | Trisnonni     |  |
|                       |   |                                 |                                 |  |  |       |  |  | Kuenga Gyeltshen |  |  | Nob Gyeltshen |  |
|                       |   |                                 |                                 |  |  |       |  |  | Kuenga Gyeltshen |  |  | Nob Gyeltshen |  |
|                       |   | Phenkhem                        |                                 |  |  |       |  |  | Kuenga Gyeltshen |  |  |               |  |
| Sangay Tenzin         |   |                                 |                                 |  |  |       |  |  | Kuenga Gyeltshen |  |  |               |  |
|                       |   | Ngodrup Pem                     | …                               |  |  |       |  |  |                  |  |  |               |  |
|                       |   | Ngodrup Pem                     | …                               |  |  |       |  |  |                  |  |  |               |  |
|                       |   | Ngodrup Pem                     | …                               |  |  |       |  |  |                  |  |  |               |  |
| Yab Dasho Ugyen Dorji |   | Ngodrup Pem                     |                                 |  |  |       |  |  |                  |  |  |               |  |
|                       |   | Gyeltshen Dorji, V Sersang Lama | Soenam Drubyel, IV Sersang Lama |  |  |       |  |  |                  |  |  |               |  |
|                       |   | Gyeltshen Dorji, V Sersang Lama | Soenam Drubyel, IV Sersang Lama |  |  |       |  |  |                  |  |  |               |  |
|                       |   | Gyeltshen Dorji, V Sersang Lama | Sangay Droelma                  |  |  |       |  |  |                  |  |  |               |  |
| Dorji Om              |   | Gyeltshen Dorji, V Sersang Lama |                                 |  |  |       |  |  |                  |  |  |               |  |
|                       |   | Abi Yum Yangchen Droelma        | Yonten Phuntsho                 |  |  |       |  |  |                  |  |  |               |  |
|                       |   | Abi Yum Yangchen Droelma        | Yonten Phuntsho                 |  |  |       |  |  |                  |  |  |               |  |
|                       |   | Abi Yum Yangchen Droelma        | …                               |  |  |       |  |  |                  |  |  |               |  |
| Tshering Pem          |   | Abi Yum Yangchen Droelma        |                                 |  |  |       |  |  |                  |  |  |               |  |
|                       | … | …                               |                                 |  |  |       |  |  |                  |  |  |               |  |
|                       | … | …                               |                                 |  |  |       |  |  |                  |  |  |               |  |
|                       | … | …                               |                                 |  |  |       |  |  |                  |  |  |               |  |
| Lopen Duba            | … |                                 |                                 |  |  |       |  |  |                  |  |  |               |  |
|                       |   | …                               | …                               |  |  |       |  |  |                  |  |  |               |  |
|                       |   | …                               | …                               |  |  |       |  |  |                  |  |  |               |  |
|                       |   | …                               | …                               |  |  |       |  |  |                  |  |  |               |  |
| Yum Thuji Zam         |   | …                               |                                 |  |  |       |  |  |                  |  |  |               |  |
|                       |   | …                               | …                               |  |  |       |  |  |                  |  |  |               |  |
|                       |   | …                               | …                               |  |  |       |  |  |                  |  |  |               |  |
|                       |   | …                               | …                               |  |  |       |  |  |                  |  |  |               |  |
| Ugay Dem              |   | …                               |                                 |  |  |       |  |  |                  |  |  |               |  |
|                       |   | …                               | …                               |  |  |       |  |  |                  |  |  |               |  |
|                       |   | …                               | …                               |  |  |       |  |  |                  |  |  |               |  |
|                       |   | …                               | …                               |  |  |       |  |  |                  |  |  |               |  |
|                       |   | …                               |                                 |  |  |       |  |  |                  |  |  |               |  |